# Ешлі (Індіана)
Ешлі (англ. Ashley) — місто (англ. town) в США, в округах Декальб і Стойбен штату Індіана. Населення — 1026 осіб (2020).

## Географія
Ешлі розташоване за координатами 41°31′13″ пн. ш. 85°3′45″ зх. д. / 41.52028° пн. ш. 85.06250° зх. д. (41.520345, -85.062418).  За даними Бюро перепису населення США в 2010 році місто мало площу 4,68 км², уся площа — суходіл.

## Демографія
Згідно з переписом 2010 року, у місті мешкали 983 особи в 378 домогосподарствах у складі 255 родин. Густота населення становила 210 осіб/км².  Було 450 помешкань (96/км²).
Расовий склад населення:
| - 95,6 % — білих - 0,5 % — корінних американців - 0,3 % — азіатів - 0,2 % — чорних або афроамериканців - 1,6 % — осіб інших рас |

До двох чи більше рас належало 1,7 %. Частка іспаномовних становила 3,4 % від усіх жителів.
За віковим діапазоном населення розподілялося таким чином: 30,5 % — особи молодші 18 років, 58,7 % — особи у віці 18—64 років, 10,8 % — особи у віці 65 років та старші. Медіана віку мешканця становила 34,0 року. На 100 осіб жіночої статі у місті припадало 103,5 чоловіків;  на 100 жінок у віці від 18 років та старших — 103,9 чоловіків також старших 18 років.
Середній дохід на одне домашнє господарство  становив 41 450 доларів США (медіана — 38 857), а середній дохід на одну сім'ю — 48 028 доларів (медіана — 46 250). Медіана доходів становила 38 646 доларів для чоловіків та 28 125 доларів для жінок. За межею бідності перебувало 18,1 % осіб, у тому числі 22,1 % дітей у віці до 18 років та 15,3 % осіб у віці 65 років та старших.
Цивільне працевлаштоване населення становило 475 осіб. Основні галузі зайнятості: виробництво — 45,3 %, освіта, охорона здоров'я та соціальна допомога — 16,8 %, роздрібна торгівля — 11,8 %.